# Gilbert Thiel
Pour les articles homonymes, voir Thiel.
Gilbert Thiel, né le 11 octobre 1948 à Metz (Moselle), est un magistrat français.
Premier juge d'instruction au tribunal de grande instance de Paris en 1994, il fut affecté à la section antiterroriste en 1995. Il est l'auteur de plusieurs ouvrages sur le monde judiciaire.

## Biographie

### Jeunesse et formation
Bachelier à 20 ans, en 1968, il fait des études de droit sous pression de son père, et obtient sa licence en 1972. La même année, il réussit le concours de la direction générale des Impôts (DGI) qu'il intègre à la fin de sa scolarité à l’École nationale des impôts en 1973-1974. 

### Carrière judiciaire
Gilbert Thiel entre à l’École nationale de la magistrature, en 1976. À sa sortie, il est nommé juge d'instruction à Nancy, en 1978. Il est nommé ensuite premier juge d'instruction, toujours à Nancy, en 1986, puis substitut général à la cour d'appel de Metz, en 1990. Durant cette période, il instruit l'affaire Simone Weber, la « diabolique de Nancy ».
À sa demande, il est muté en 1994 à Paris, en qualité de premier juge d'instruction au tribunal de grande instance de Paris. Il instruit l'affaire des fausses factures de Nancy et Toul, et est le premier à incarcérer un élu, le maire de Toul, Jacques Gossot. En Lorraine, il dirige également l'instruction de l'affaire Simone Weber. Il mène à l'arrestation du tueur de l'est parisien Guy Georges.
En 1995, le juge Thiel est affecté à la section antiterroriste. Il instruit l'attentat du McDonald's de Quévert en 2000, ou encore Abderazak Besseghir dans l'affaire dite du « bagagiste de Roissy ». Le juge Thiel a également suivi de nombreuses affaires concernant le terrorisme corse. Il s'oppose régulièrement à son collègue chargé de la coordination de la lutte antiterroriste, Jean-Louis Bruguière, notamment lors de l'enquête sur l'assassinat du préfet Claude Érignac.
Gilbert Thiel prend sa retraite le 30 juin 2014.

### Autres activités
Lors des élections municipales de mars 2014, Gilbert Thiel est candidat, à une position éligible, sur la liste UMP-UDI-MoDem, conduite par Laurent Hénart à Nancy. Il est élu adjoint au maire, chargé de lutter contre l'insécurité et de préserver la tranquillité publique.
Homme de médias, Gilbert Thiel a inspiré Philippe Duclos pour son interprétation du juge Roban  et a d'ailleurs a tenu le rôle d'un président de tribunal de grande instance dans les saisons 4, 5, 6 et 7 de la série télévisée Engrenages.
Il refuse la légion d'honneur en 2003.
Depuis juin 2019, il est membre du conseil d'administration de la Ligue de football professionnel, dans le collège des indépendants.

## Publications
- 2002 : On ne réveille pas un juge qui dort, entretiens avec Daniel Carton, Fayard, 387 p.  (ISBN 2-213-61338-9)
- 2005 : Magistrales insomnies, Fayard, 350 p.  (ISBN 2-213-62253-1)
- 2008 : Solitude et servitudes judiciaires suivi de Le juge antiterroriste, juge ou partie ?, entretiens avec Rémy Toulouse, Fayard, 546 p.  (ISBN 978-2-213-63848-5)
- 2012 : Derniers jugements avant liquidation : Trente-cinq ans dans la magistrature, (avec Daniel Carton), Éditions Albin Michel
- 2012 : Le Pouvoir de convaincre (bande dessinée avec Bernard Swysen et Marco Paulo), 12 bis
- 2014 : Mafias, Fayard, 350 p. [13],[14]
- 2023 : Faites entrer l'acquitté, Robert Laffont
- 2024 : Femmes Criminelles, Mareuil Edition, 414p

## Au cinéma
Gilbert Thiel est incarné par Pascal Casanova dans L'Affaire SK1 de Frédéric Tellier en 2014.